# Конопля, Василий Фёдорович
Василий Фёдорович Конопля (1915—1943) — Гвардии старший сержант Рабоче-крестьянской Красной Армии, участник Великой Отечественной войны, Герой Советского Союза (1944).

## Биография
Василий Конопля родился 15 февраля 1915 года в селе Надия (ныне — Сватовский район Луганской области Украинской ССР). После окончания пяти классов школы работал в колхозе. В 1938-1940 годах проходил службу в Рабоче-крестьянской Красной Армии. В июне 1941 года Конопля повторно был призван в армию. С мая 1942 года — на фронтах Великой Отечественной войны. Принимал участие в боях на Западном, Степном и 3-м Украинском фронтах.
К октябрю 1943 года гвардии старший сержант Василий Конопля был помощником командира пулемётного взвода 185-го гвардейского стрелкового полка 60-й гвардейской стрелковой дивизии 12-й армии 3-го Украинского фронта. Отличился во время битвы за Днепр. 25 октября 1943 года Конопля в составе своего взвода переправился через Днепр на остров Хортица в районе Запорожья и принял активное участие в боях за захват и удержание плацдарма, отразив более 30 немецких контратак. Когда командир взвода выбыл из строя, Конопля заменил его собой. 27 ноября 1943 года Конопля погиб в боях за высоту в Запорожском районе Запорожской области. Похоронен в селе Разумовка того же района.
Указом Президиума Верховного Совета СССР от 19 марта 1944 года за «образцовое выполнение боевых заданий командования на фронте борьбы с немецкими захватчиками и проявленные при этом мужество и героизм» гвардии старший сержант Василий Конопля посмертно был удостоен высокого звания Героя Советского Союза. Также был награждён орденом Ленина и медалью «За отвагу».

## Память
В честь Конопли названа улица в его родном селе и школа, в которой он учился.